# Salamanca (stacja kolejowa)
Salamanca – stacja kolejowa w Salamance, w regionie Kastylia i León, w Hiszpanii. Znajdują się tu 3 perony.